# 心率监测器
心率监测器是一种个人监测设备，可以实时测量和显示心率，並將心率記錄下來以供日后研究。人們在进行身体锻炼时可以通過心率监测器收集心率数据。医院中使用的心率监测器通常是有线設備，並使用到多个传感器，而消费型心率监测器通常為無線設備。1977年，Polar Electro发明了第一台心率监测器，並作为芬兰国家越野滑雪队的训练辅助工具。